# Uttanasana

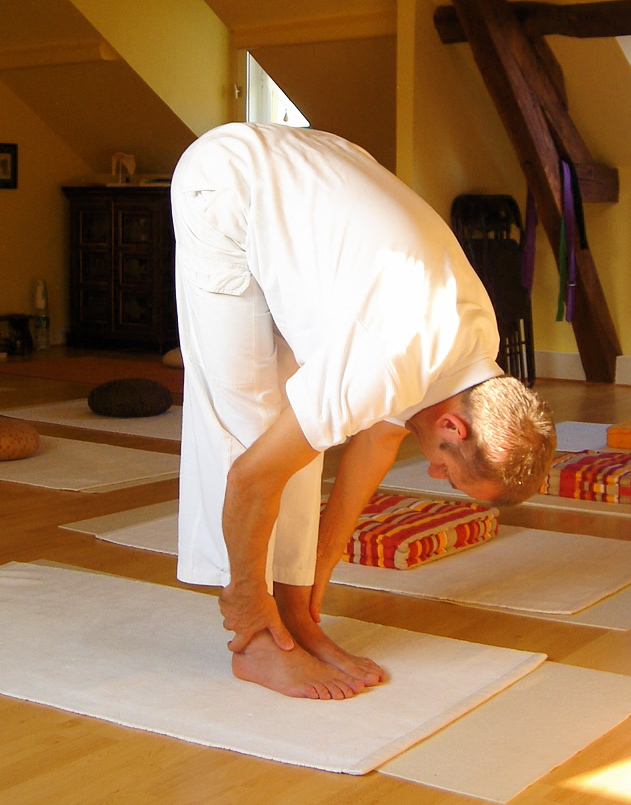
Uttanasana

Uttanasana (Sanskrit उत्तानासन, IAST uttānāsana), deutsch Stehende Kopf-Knie-Stellung, ist eine klassische Übung des Yoga. Der Sanskritname bildet sich aus den Wörtern uttāna „intensiv ausdehnen“ und āsana „Sitz“ oder „Körperhaltung“. Je nach Yogatradition wird sie auch Padahastasana (Sanskrit पादहस्तासन, IAST pādahastāsana), deutsch Hand-Fuß-Stellung genannt, wobei pāda „Fuß“ und hasta „Hand“ bedeutet. Die älteste uns bekannte Beschreibung der Haltung befindet sich in Krishnamacharyas Buch Yoga Makaranda (1934).
Uttanasana ist die dritte und die zehnte Übung des Sonnengrußes, des Surya Namaskara. Im Ashtanga (Vinyasa) Yoga ist sie eine der grundlegenden stehenden Stellungen.

## Körperliche Ausführung
Das Sivananda Yoga Vedanta Zentrum beginnt die Stellung im Stehen mit geschlossenen Beinen und erhobenen Armen. Dann wird der Oberkörper im rechten Winkel gebeugt: „[…] falten Sie sich aus dem Becken heraus nach vorn und greifen mit Ihren Händen nach vorn.“ So weit es geht wird die Vorwärtsbeuge nach unten geführt und die Knöchel oder die großen Zehen gefasst.
Swami Sivananda gibt den Hinweis, dass man auch die Handflächen auf den Boden geben kann.
Der Bikram-Yoga lehrt, die größte Dehnung im Steißbeinbereich an der Basis der Wirbelsäule zu spüren. Man solle „sich lieber auf das Heben der Hüften als auf das Strecken“ konzentrieren.
B. K. S. Iyengar unterscheidet Padahastasana von Uttanasana. Bei Padahastasana lässt er die Hände unter die Füße führen, so dass die Handflächen die Fußsohlen berühren.

## Gesundheitliche Aspekte
Swami Sivananda berichtet, dass die Übung, wohl durch die intensive Dehnung, eine ausgezeichnete Übung sei, um größer zu werden.
Im Bikram-Yoga wird die Erfahrung mitgeteilt, dass diese Asana die Flexibilität der Wirbelsäule und der Ischiasnerven erhöhe sowie der meisten Sehnen und Bänder der Beine.
Swami Vishnudevananda sagt, dass das Fettgewebe am Bauch verschwinden werde.